# El enigmático señor Quin
El enigmático míster Quin es un libro de cuentos relacionados entre sí de la escritora inglesa Agatha Christie, el cual fue publicado en 1930.

## Argumento
Satterthwaite es un apacible caballero cuya vida cambia cuando conoce al señor Quin, quien le enseña a reflexionar y a actuar con base en el análisis que hace de las situaciones observadas.
El libro está compuesto por doce cuentos que presentan no sólo situaciones en las que se debe descubrir al asesino, sino también crímenes que deben ser evitados, o desapariciones que deben ser reveladas. El señor Quin se le aparece al Sr. Satterthwaite justo en estas situaciones. Con sus preguntas y comentarios, lo ayuda a pensar y descubrir los misterios que se presentan. Cada historia tiene en común una pareja de amantes en problemas. Satterhwaite en general se "activa" cuando está en conjunto con Quin y puede tener una intuición destacada. Una vez que termina la actuación Quin desaparece tan misteriosamente como apareció.

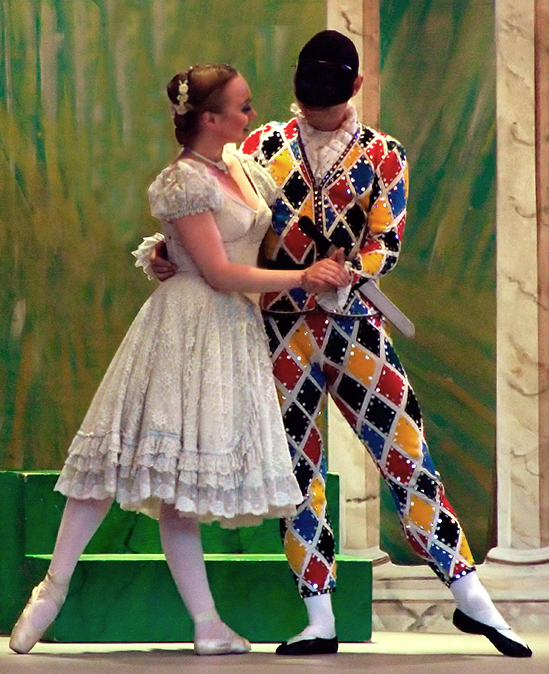
Arlequín... personaje que inspira la historia.

Harley Quin constituye una alusión al personaje Arlequín, que en la pantomima inglesa es un espíritu invisible, menos para su fiel Colombina. Su misión es desarmar las estratagemas deshonestas montadas por Pierrot.
La mayoría de las historias tiene un clima espiritual y reflexivo. En ese sentido no es una obra típica de la escritora.

## Títulos de las historias
- La llegada de Mr. Quin (The Coming of Mr Quin)
- La sombra en el cristal (The Shadow on the Glass)
- En la Hostería del Bufón (At the "Bells and Motley)
- El signo en el cielo (The Sign in the Sky)
- El alma del croupier (The Soul of the Croupier)
- El hombre del mar (The Man from the Sea)
- La voz en las sombras (The Voice in the Dark)
- La cara de Elena (The Face of Helen)
- El cadáver de Arlequín (The Dead Harlequin)
- El pájaro con el ala rota (The Bird with the Broken Wing)
- El fin del mundo (The World's End)
- El sendero de Arlequín (Harlequin's Lane)

- Datos: Q1143438